# Старые Нохраты
 Старые Нохраты  — деревня в Алькеевском районе Татарстана. Входит в состав Старосалмановского сельского поселения.

## География
Находится в южной части Татарстана на расстоянии приблизительно 4 км по прямой на запад от районного центра села Базарные Матаки.

## История
Основана около 1710 года.

## Население
Постоянных жителей было: в 1782 году — 125 душ мужского пола, в 1859—437, в 1908—651, в 1920—571, в 1926—402, в 1938—359, в 1949—364, в 1958—176, в 1970 — 91, в 1979 — 48, в 1989 — 20, в 2002 − 12 (русские 100 %), 4 в 2010.